# Bab Al Kabir des Oudayas
 (avril 2022).
La mise en forme du texte ne suit pas les recommandations de Wikipédia : il faut le « wikifier ».
Les points d'amélioration suivants sont les cas les plus fréquents :
- Les titres sont pré-formatés par le logiciel. Ils ne sont ni en capitales, ni en gras.
- Le texte ne doit pas être écrit en capitales (les noms de famille non plus), ni en gras, ni en italique, ni en « petit »…
- Le gras n'est utilisé que pour surligner le titre de l'article dans l'introduction, une seule fois.
- L'italique est rarement utilisé : mots en langue étrangère, titres d'œuvres, noms de bateaux, etc.
- Les citations ne sont pas en italique mais en corps de texte normal. Elles sont entourées par des guillemets français : « et ».
- Les listes à puces sont à éviter, des paragraphes rédigés étant largement préférés. Les tableaux sont à réserver à la présentation de données structurées (résultats, etc.).
- Les appels de note de bas de page (petits chiffres en exposant, introduits par l'outil «  Source ») sont à placer entre la fin de phrase et le point final[comme ça].
- Les liens internes (vers d'autres articles de Wikipédia) sont à choisir avec parcimonie. Créez des liens vers des articles approfondissant le sujet. Les termes génériques sans rapport avec le sujet sont à éviter, ainsi que les répétitions de liens vers un même terme.
- Les liens externes sont à placer uniquement dans une section « Liens externes », à la fin de l'article. Ces liens sont à choisir avec parcimonie suivant les règles définies. Si un lien sert de source à l'article, son insertion dans le texte est à faire par les notes de bas de page.
- La présentation des références doit suivre les conventions bibliographiques. Il est recommandé d'utiliser les modèles {{Ouvrage}}, {{Chapitre}}, {{Article}}, {{Lien web}} et/ou {{Bibliographie}}. Le mode d'édition visuel peut mettre en forme automatiquement les références.
- Insérer une infobox (cadre d'informations à droite) n'est pas obligatoire pour parachever la mise en page.

Pour une aide détaillée, merci de consulter Aide:Wikification.
Si vous pensez que ces points ont été résolus, vous pouvez retirer ce bandeau et améliorer la mise en forme d'un autre article.
 (mai 2022).

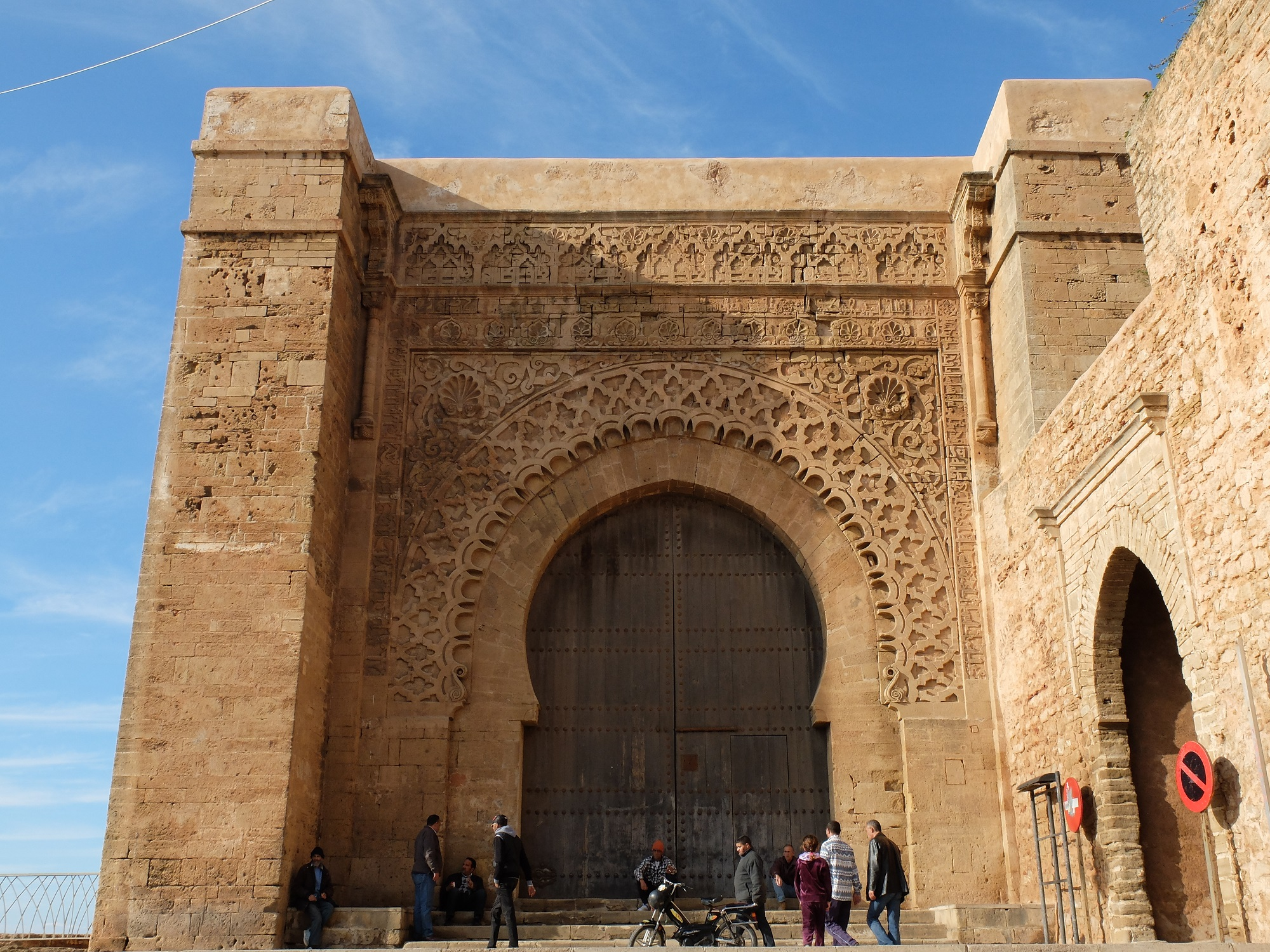
Bab Oudaia, la porte principale cérémonielle de la Kasbah des Oudayas (Udayas), construite entre 1195 et 1199 par le calife almohade Ya'qub al-Mansur.

Bab Oudaya (également orthographié Bab Oudaia ou Bab Udaya ; en arabe : باب الوداية), également connue sous le nom de Bab Lakbir ou Bab al-Kabir (en arabe : باب الكبير), est la porte monumentale de la Kasbah des Oudayas à Rabat, au Maroc . La porte a été construite à la fin du XIIe siècle. Elle est située à l'angle nord-ouest de la Kasbah, en amont de la médina de Rabat. Elle est souvent citée comme l'une des plus belles portes de l'architecture almohade et marocaine.

## Contexte historique
En 1150 ou 1151, le calife almohade Abd al-Mu'min a construit une nouvelle kasbah (citadelle) sur le site d'un ancien ribat almoravide sur la rive sud-ouest de la rivière Bou Regreg, dans laquelle il a inclus un palais et une mosquée. Son succès _ ville de Rabat, avec de nouveaux murs s'étendant sur une vaste zone au-delà de l'ancienne kasbah. Ce projet comprenait également la construction d'une énorme mosquée (dont les vestiges comprennent la tour Hassan) et de nouvelles grandes portes dont Bab er-Rouah . À la Kasbah, Al-Mansur a ajouté une nouvelle porte monumentale, Bab al-Kbir, qui a été insérée dans les murs précédents de la kasbah construite par Abd al-Mu'min vers 1150. La porte a été construite entre 1195 et 1199.

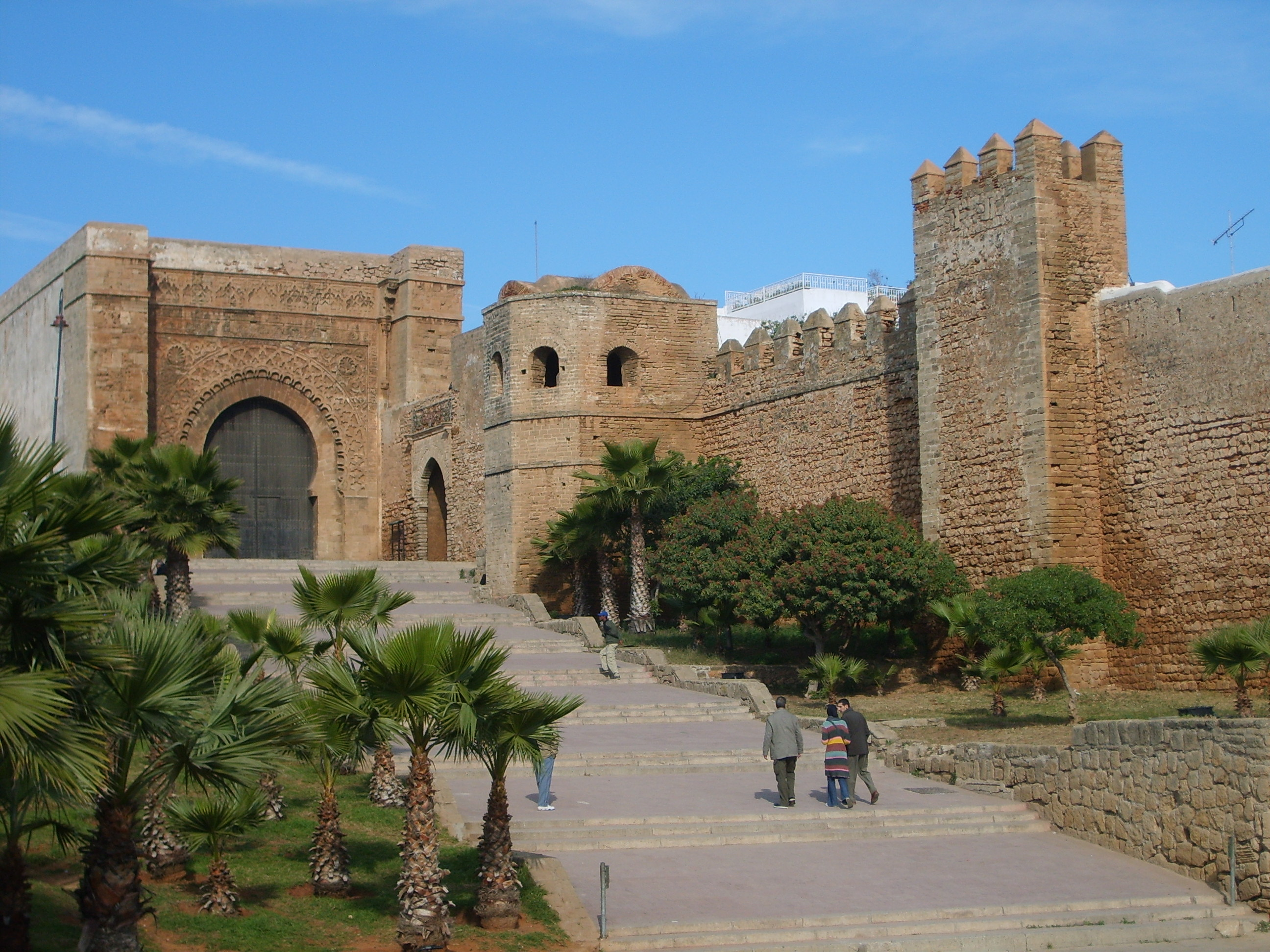

Après la mort d'Abu Yusuf Ya'qub en 1199, la mosquée et la capitale sont restées inachevées et ses successeurs n’avaient ni les ressources ni la volonté de les terminer. La kasbah elle-même est devenue essentiellement abandonnée. Le nom "Oudaya" ou "Oudaia", aujourd'hui associé à la Kasbah, date du XIXe siècle, d'après la tribu des Oudayas, une tribu guich (tribu "armée" servant dans l'armée du sultan) qui fut expulsée de Fès par les sultans Alaouites Abd ar-Rahman à la fin du XVIIIe siècle et dont les restes se sont ensuite installés dans la kasbah.

## Architecture
La porte a à la fois une façade extérieure (face au sud-est vers la ville) et une façade intérieure (face au nord-est sur la rue de la mosquée), toutes deux richement décorées. La porte massive était en grande partie cérémonielle et avait peu de valeur défensive, étant donné sa position déjà à l'intérieur des murs de la ville; contrairement à Bab ar-Rwah, la porte ouest ornée des murs de la ville de Rabat, construite à peu près à la même époque, elle n'était pas flanquée de véritables tours défensives.
La décoration sculptée autour de l'entrée de l'arc en fer à cheval présente une bande incurvée de formes géométriques entrelacées (en particulier, un motif connu sous le nom de darj wa ktaf, couramment observé dans l'architecture marocaine), placée à l'intérieur d'un cadre rectangulaire délimité par une frise d'inscriptions coraniques en arabe coufique. L'inscription comprend la sourate As-Saff (61: 9-13), qui contient des références au jihad, comme convenant au rôle de la kasbah en tant que symbole de la puissance militaire almohade. Dans les coins entre cette bande incurvée et l'inscription sont sculptés des arabesques ou des motifs floraux avec une palmette ou une coquille Saint-Jacques en leur milieu, et au-dessus de ceux-ci se trouve une autre frise sculptée de palmettes. Plus au-dessus de tout cela se trouve une autre bande de sculptures géométriques, de chaque côté de laquelle se trouvent deux corbeaux ornés, placés au-dessus de colonnes engagées décoratives, qui soutenaient probablement autrefois un toit peu profond ou un auvent recouvert de tuiles vertes. Aux deux angles de l'arc en fer à cheval (au bas de la bande incurvée de sculptures géométriques) se trouvent des formes serpentines en forme de "S", représentant probablement des anguilles, qui sont un motif très rare dans l'architecture almohade ou marocaine. La façade extérieure de la porte intérieure, tournée vers la kasbah, présente un décor sculpté très similaire à celui de la porte extérieure, mais avec des différences mineures dans le choix des formes géométriques.
À l'intérieur, la porte comporte trois chambres qui forment un passage coudé : deux chambres carrées couvertes de dômes et une troisième chambre couverte d'une voûte en berceau. En entrant par la porte extérieure principale, chaque chambre est accessible par un petit escalier. La deuxième chambre s'ouvre sur la porte intérieure, tandis que la troisième chambre (rarement ouverte aux visiteurs) est accessible par une porte plus petite depuis la deuxième chambre. Les arcades à l'intérieur des deux premières chambres présentent des sculptures géométriques décoratives similaires au contour des portes extérieures, mais sans le reste de la vaste décoration qui les entoure.